# Estadio Moruleng
El estadio Moruleng es un estadio multipropósito en el pueblo de Moruleng, una pequeña comunidad minera  localizada aproximadamente a 60 kilómetros de Rustenburg en la provincia del Noroeste, Sudáfrica. Es actualmente utilizado mayoritariamente para partidos de fútbol, donde usualmente juega de local el Estrellas de Platino.
El estadio fue construido por las compañías sudafricanas Stefanutti Stocks y Omnistruct Nkosi con ayuda de ingenieros estructurales Arup de Durban. El estadio fue diseñado por el Durban basada en la empresa Arquitectónica Paton Taylor Arquitectos, para cumplir con las normas impuestas por la FIFA, en orden para ser utilizado para el Copa FIFA Confederaciones 2009 como lugar de entrenamiento.
El estadio estuvo construido por el Bakgatla-Ba-Kgafela, tribu qué está esparcido a través de 32 pueblos en la provincia Del oeste Del norte. La fuente principal de la tribu de la riqueza proviene de minas de platino.
El estadio estuvo abierto en septiembre de 2009 y el primer partido que tuvo lugar en el estadio fue disputado entre Mochudi Jefes de Centro de Botsuana y Platino Protagoniza F.C. De Sudáfrica.
El primer partido de Fútbol de Primera división que tuvo lugar en el estadio fue entre Estrellas de Platino, quiénes utilizan el estadio como local y Ajax Ciudad del Cabo.
Esté estadio también es utilizado por la Nueva Zelanda equipo de fútbol nacional como lugar de entrenamiento durante el 2009 FIFA Taza de Confederaciones.